# Révolte de Jesselton
Guerre du Pacifique
La révolte de Jesselton, aussi connue sous le nom de Incident d'Api (アピ事件, Api jikken) en japonais, ou de Double Tenth Incident en anglais, est une révolte se déroulant lors de l'Occupation japonaise de Bornéo. Entre le 9 octobre 1943 et le 21 janvier 1944, des civils, issus d'ethnies chinoises et du peuple autochtone de l'île, se révoltent contre les troupes d'occupation japonaises. La défaite des insurgés débouche sur un début de processus de nettoyage ethnique qui fit plusieurs milliers de morts.